# Fiesta Nacional de la Empanada
El festival de la empanada es un evento gastronómico y musical que se realiza anualmente en el mes de septiembre en la ciudad de Famaillá, en el predio  "Simeon Nieva" (en el año 2018 el escenario Simeon Nieva fue demolido y en compensación de ese suceso el HCD de Famaillá, hizo una ordenanza cambiando el nombre del predio del festival a Predio Simeon Nieva), a 30 km de San Miguel de Tucumán, en Argentina.
En el evento se elaboran empanadas de la zona llegando a llamarse "La ruta de la empanada".

## Historia
El evento, que se lleva a cabo desde 1979 y en el que además de elegir a la Reina Nacional de la Empanada se distingue con la Empanada de Oro a personalidades destacadas de la cultura, del deporte y de diversas profesiones, cuenta con una feria artesanal y comercial dotada de ciento cincuenta stands a la que asisten distintas instituciones sociales. 
La Fiesta Nacional de la Empanada culmina con la elección de la Campeona Nacional de la Empanada, y cada diez años añade la coronación de una Campeona de Campeonas

## Sede
Famaillá, sede de la celebración, es la ciudad cabecera del departamento homónimo, en el centro de la provincia de Tucumán. Declarada Capital Nacional de la Empanada, esta localidad registra una historia muy anterior a la llegada del hombre blanco.